# 皇家衣柜
衣柜（希腊语：βεστιάριον，意为“衣柜”），有时带有形容词“皇帝（巴西琉斯）的”或“大”，称为βασιλικόν βεστιάριον或 μέγα βεστιάριον。是拜占庭帝國官僚系统中的首要财政部门之一。该部门来自罗马帝国后期的宫廷部门“圣柜”（sacrum vestiarium），7世纪后成为由一员文书员（χαρτουλάριος）管理的独立部门。拜占庭帝国后期，它成为了帝国唯一的财政部门。该部门是公共财政部门，不应与管理皇室私产的私人衣柜（οικειακόν Βεστιάριον）混淆，后者的领导是御厨首席总管大臣（Πρωτοβεστιάριος）。

## 历史及职能
“圣柜”最早作为5世纪时神圣财产侍从（Comes sacrarum largitionum）下属的一个局（scrinium）存在，其领导者是一名首席蜡板内侍（Primicerius）。7世纪时，旧有的罗马帝国官僚系统解体，圣柜以及铸币部门被统合成为“衣柜”。由衣柜文书员管辖领导。 衣柜与其他政府财政部门，如金库和书记局，平行运作。它负责造币、维护君士坦丁堡的武器库以及帝国舰队和军队的后勤保障。 至12世纪，衣柜成为了唯一的国家财政部门且通常简称“国库（tameion）”。如此该部门一直延续到巴列奥略王朝，其领导国库大臣（προκαθήμενος）负责国家的度支。

## 部门组织
该部门于拜占庭帝国中期（7世纪晚期至11世纪）内部组织的架构信息主要来自于斐洛提乌斯百官志，该书是于899年编成年职官志。衣柜由文书领导，其下人员包括有：
- 皇室公证人（βασιλικοί νοτάριοι τοῦ σεκρέτου）若干，等于罗马帝国晚期的“局长”（primiscrinii）。[4]
- 御厨百夫长（κένταρχος τοῦ βεστιαρίου）一员，助理（λεγατάριος）一员（职责不明）。[1][5]
- 造币官（ἄρχων τῆς χαραγῆς）一员，[5][6] 可能与斐洛提乌斯以及乌斯宾斯基职官志中提到的chrysoepsētēs 是同一官职。[7]
- 负责帝国海军武器库的文书员（ἐξαρτιστῆς）[8]
- 监事（κουράτωρες）数名[9]
- χοσβαῆται数名，职责不明，其古怪的官名可能是“御厨职员们（vestiaritai）”的一个错误写法。[9]
- 由首席通信官领导的通信官（μανδάτορες）数名。[9]